# 礼山县 (中华民国)
礼山县，中国旧县名。位于湖北省东北部，地处大别山西端南麓，跨长江流域和淮河流域。在1932年之前，礼山县分属湖北省孝感县、黄陂县、黄安县（今红安县）和河南省罗山县:34。是第一次国共内战中，国民政府在完成对中国工农红军的清剿后设置的县。在中国共产党取得第二次国共内战的胜利，建立政权后，为纪念大悟山区人民在“革命战争”中的业绩，改名为大悟县。做为中華民國公告疆域中的湖北省縣份留存至2005年。

## 历史
1930年代初，国民政府领导的下国民革命军正在江西、福建等地开展大规模的剿共战争。而1930年至1932年间，中国共产党先后在此地建立了罗山、陂孝北、河口三个县的苏维埃。
1932年，国军完成对鄂豫皖苏区和湘鄂边苏区的“清剿”，中国工农红军第四方面军主力撤离。鄂豫皖三省的“剿匪”总司令部，以豫鄂边界“形势重要，距城远，控制不便”，“政令不及”，根据“新收复区设县纲要”，划出湖北省孝感县、黄陂县、黄安县和河南省罗山县的边陲地带，于1933年1月1日，先行建置礼山县。5月6日，行政院批准，正式置县。县治在毛家集:34（今大悟县新城镇毛集村）。1937年，迁治河背咀（今大悟县新城镇新城街道社区）。抗日战争结束后，迁三里城何家壪（今大悟县三里镇）。
从抗战胜利后至1945年底，国军将中共中原部队主力四万人包围在礼山县宣化店周围的狭窄地区，双方冲突不断。至1946年6月26日，中共军队进行中原突围，标志第二次国共内战全面爆发。在中共政权占领礼山县期间，先后建立礼山自治县民主政府、礼山县民主政府、礼山县爱国民主政府。1946年7月，礼山县驻地迁回毛家集（今大悟县东南新城镇毛集村）。
1947年，中華民國內政部编撰的《中華民國行政區域簡表》中，县域面积约为1620.47平方公里，人口2788790人，为三等县:34。
1949年4月6日，解放军占领礼山县全境。1952年9月10日，经中南军政委员会批准，报请中华人民共和国政务院备案，礼山县改名大悟县。